# Wydundra humptydoo
Wydundra humptydoo är en spindelart som beskrevs av Norman I. Platnick och Baehr 2006. Wydundra humptydoo ingår i släktet Wydundra och familjen Prodidomidae.
Artens utbredningsområde är Northern Territory, Australien. Inga underarter finns listade i Catalogue of Life.